# 鴻上尚史の博愛ライダー
『鴻上尚史の博愛ライダー』（こうかみしょうじのはくあいライダー）は、2001年4月5日から2002年3月まで、TBSラジオで毎週木曜25:00 - 27:00（深夜1:00 - 3:00）に放送されていた深夜放送の番組である。

## パーソナリティ
- 鴻上尚史

## 概要
2000年10月から2001年3月24日までのナイターオフシーズンに、 毎週土曜日19:00 - 21:00で放送されていた『鴻上尚史の博愛ラジオ』が好評だったため、深夜帯に移った。「世間には博愛精神が足りない!」と博愛ライダーこと鴻上が世界に博愛を地球に広めるといったコンセプトで作られた。パーソナリティは当時深夜帯を任されていて、無類の舞台好きだったプロデューサーの知野文哉が第三舞台の鴻上を抜擢した。オープニングナレーションとエンディングは本家『仮面ライダー』の中江真司が務めていた。
深夜番組には、珍しく電話受付によるエピソード披露と、ゲストのトークが中心の構成。
なお、この番組は『UP'S〜Ultra Performer'S radio〜』の番組枠タイトルが2000年3月でなくなり、2002年4月から『JUNK』番組枠タイトルが新たに付くまでのブランク期間内に放送されていたため、この番組にこれらのような枠タイトルは付いていなかった。
| TBSラジオ 木曜日 25:00 - 27:00（木曜深夜1:00 - 3:00）枠（2001年4月 - 2002年3月）                              | TBSラジオ 木曜日 25:00 - 27:00（木曜深夜1:00 - 3:00）枠（2001年4月 - 2002年3月） | TBSラジオ 木曜日 25:00 - 27:00（木曜深夜1:00 - 3:00）枠（2001年4月 - 2002年3月） |
| 前番組 | 番組名                                                                           | 次番組                                                                           |
| --- | -------------------------------------------------------------------------------- | -------------------------------------------------------------------------------- |
| 志村けん・中山秀征の「い〜んでないの?!」 （25:00 - 26:00）坂下千里子のビューティーお先です! （26:00 - 27:00） | 鴻上尚史の博愛ライダー                                                           | さまぁ〜ずの逆にアレだろ （これより『Junk』枠）                                  |